# Myst (computerspelserie)
Myst is een computerspelserie gericht op avontuur en puzzels. Het eerste spel in de reeks, Myst, werd uitgebracht in 1993. Later werden er opvolgers uitgebracht, zoals Riven (1997), Myst III: Exile in 2001, Myst IV: Revelation in 2004, en Myst V: End of Ages in 2005. Een afgeleide reeks (spin-off) genaamd Uru: Ages Beyond Myst kwam uit in 2003, gevolgd door twee uitbreidingspakketten.

## Verhaal
Het verhaal van Myst draait om een ontdekker genaamd Atrus, die de gave heeft om boeken te schrijven die kunnen linken naar andere werelden, bekend als Ages. Deze beoefening van het schrijven van linkboeken, werd ontwikkeld door een oude beschaving bekend als de D'ni. De speler neemt de rol aan van een anoniem persoon, bekend als de Stranger (vreemdeling), die Atrus helpt bij het reizen door Ages en oplossen van puzzels.

## Achtergrond
De broers Rand en Robyn Miller bedachten de spelserie na het produceren van enkele kinderspellen. De naam Myst is afgeleid van Jules Verne's boek "Het geheimzinnige eiland" (The Mysterious Island). Na het tweede deel verliet Robyn Miller het bedrijf, en ging Cyan, Inc. door met het ontwikkelen van Uru. Myst en haar opvolgers werden een groot commercieel succes, dat meer dan 12 miljoen exemplaren verkocht. Daarnaast zorgde de Myst-spelserie voor hogere verkopen van personal computers en cd-romspelers. De serie werd geroemd om de niet-gewelddadige spelervaring.

## Spellen

### Hoofdreeks
| Jaar | Naam                | Ontwikkelaar   |
| ---- | ------------------- | -------------- |
| 1993 | Myst                | Cyan, Inc.     |
| 1997 | Riven               | Cyan, Inc.     |
| 2001 | Myst III: Exile     | Presto Studios |
| 2004 | Myst IV: Revelation | Ubisoft        |
| 2005 | Myst V: End of Ages | Cyan Worlds    |

### Myst-heruitgaven
| Jaar | Naam                              | Ontwikkelaar |
| ---- | --------------------------------- | ------------ |
| 1999 | Myst Masterpiece edition          | Cyan, Inc.   |
| 2000 | realMyst                          | Cyan, Inc.   |
| 2014 | realMyst: Masterpiece Edition     | Cyan, Inc.   |
| 2015 | realMyst: Masterpiece Edition 2.0 | Cyan, Inc.   |

### Afgeleide reeks
| Jaar | Naam                  | Uitgever    |
| ---- | --------------------- | ----------- |
| 2003 | Uru: Ages Beyond Myst | Cyan Worlds |
| 2007 | Myst Online: Uru Live | Cyan Worlds |

## Verzamelpakket
In 1999 verscheen het verzamelpakket Ages of Myst met de twee eerste spellen in de serie, een making of video, en een hardcover dagboek voor aantekeningen.
Het verzamelpakket Myst: 10th Anniversary Edition kwam uit in 2003, en bevat de eerste drie eerste spellen in de serie, die werden uitgebracht op dvd-rom als remaster voor moderne computers.
Cyan startte op 9 april 2018 een Kickstarter-campagne voor de Myst 25th Anniversary Collection die met succes werd ontvangen. Uiteindelijk werd de campagne 1100% gesponsord. In deze verzameling kwamen voor de eerste keer alle zeven Myst-spellen samen in een bundel. Het verzamelpakket kon worden besteld met een Linking Book (eventueel met lcd-scherm), een inktstel, en originele ontwerpschetsen.